# K.C. Martel
K.C. Martel est un acteur canadien né le 14 septembre 1967 à Ottawa en Ontario.

## Filmographie

### Cinéma
- 1979 : Amityville : La Maison du diable : Greg
- 1981 : Les Tueurs de l'éclipse : Timmy Russell
- 1982 : E.T., l'extra-terrestre : Greg
- 1987 : White Water Summer : George

### Télévision
- 1977 : Wonder Woman : Ted (1 épisode)
- 1978-1980 : Chips : Jason Tower et Scott (2 épisodes)
- 1979 : L'Île fantastique : Mitch Lee (1 épisode)
- 1979 : The Gift : John
- 1979-1980 : Huit, ça suffit ! : Marvin (8 épisodes)
- 1980 : La Plantation : Benjamin jeune (2 épisodes)
- 1981 : Munster's Revenge : Eddie Munster
- 1981-1983 : Au fil des jours : Bernie Danner et Jason (2 épisodes)
- 1982 : La Loi selon McClain : Frankie Betts (2 épisodes)
- 1982 : ABC Weekend Specials : Streeter (1 épisode)
- 1983 : Hôpital St Elsewhere : Vinnie (1 épisode)
- 1984 : Allô Nelly bobo : Danny Maloney (1 épisode)
- 1984 : Things Are Looking Up : Dale Troutman
- 1984 : Ricky ou la Belle Vie : Bobby (1 épisode)
- 1984 : Les Routes du paradis : Larry Everett (1 épisode)
- 1985 : The Best Times : Dale Troutman (6 épisodes)
- 1985-1992 : Quoi de neuf docteur ? : Eddie
- 1987 : ABC Afterschool Special : Brad (1 épisode)